# Premiul Tin Ujević
Premiul Tin Ujević este un premiu acordat pentru contribuțiile la poezia croată. Este considerat cel mai prestigios premiu din Croația și a fost numit după poetul Tin Ujević.
Premiul a fost înființat în 1980 și până în 1993 a fost acordat de Asociația Scriitorilor Croați. Din 1993 este acordat la data de 5 iulie (data nașterii) în orașul natal al poetului, Vrgorac.

## Câștigătorii
- 1981: Nikica Petrak, pentru Tiha knjiga
- 1982: Slavko Mihalić, pentru Pohvala praznom džepu
- 1983: Irena Vrkljan, pentru U koži moje sestre
- 1984: Nikola Milićević, pentru Nepovrat
- 1985: Branimir Bošnjak, pentru Semantička gladovanja
- 1986: Igor Zidić, pentru Strijela od stakla
- 1987: Dragutin Tadijanović, pentru Kruh svagdanji
- 1988: Tonko Maroević, pentru Trag roga ne bez vraga
- 1989: Tonći Petrasov Marović, pentru Moći ne govoriti
- 1990: Luko Paljetak, pentru Snižena vrata
- 1991: Vlado Gotovac, pentru Crna kazaljka
- 1992: Zvonimir Golob, pentru Rana
- 1993: Mate Ganza, pentru Knjiga bdjenja
- 1994: Dražen Katunarić, pentru Nebo/Zemlja
- 1995: Vladimir Pavlović, pentru Gral
- 1996: Dubravko Horvatić, pentru Ratnoa noć
- 1997: Boris Domagoj Biletić, pentru Radovi na nekropoli
- 1998: Gordana Benić, pentru Laterna magica
- 1999: Andrijana Škunca, pentru Novaljski svjetlopis
- 2000: Mario Suško, pentru Versus axsul
- 2001: Ivan Slamnig, pentru Ranjeni tenk (postum)
- 2002: Petar Gudelj, pentru Po zraku i po vodi
- 2003: Vesna Parun, pentru Suze putuju
- 2004: Alojzije Majetić, pentru Odmicanje paučine
- 2005: Borben Vladović, pentru Tijat
- 2006: Željko Knežević, pentru Kopito trajnoga konja
- 2007: Ante Stamać, pentru Vrijeme, vrijeme
- 2008: Miroslav Slavko Mađer, pentru Stihovi dugih naziva
- 2009: Tomislav Marijan Bilosnić, pentru Molitve
- 2010: Jakša Fiamengo, pentru Jeka
- 2011: Dunja Detoni Dujmić, pentru Tiha invazija
- 2012: Neda Miranda Blažević Krietzman, pentru Vezuvska vrata
- 2013: Vesna Krmpotić, pentru Žar-ptica
- 2014: Slavko Jendričko, pentru Evolucija ludila
- 2015: Ivan Babić, pentru Koncepcija vrta